# صالح بن یوسف
صالح بن یوسف (عربی تونسی: صالح بن یوسف؛ زاده: ۱۱ اکتبر ۱۹۰۷ – درگذشته: ۱۲ اوت ۱۹۶۱) در جربه میدون در تونس متولد شد و یکی از برجسته‌ترین رهبران جنبش ملی تونس بود. مسئولیت، دبیرخانه حزب مشروطه آزاد را به عهده داشت و از سال ۱۹۵۰ تا ۱۹۵۲ وزیر دادگستری در دولت محمد شنیق بود. در سال ۱۹۵۵ با استقلال داخلی که بورقیبه آن را پذیرفته بود مخالفت کرد و منجر به درگیری بین آن‌ها شد. این اختلاف باعث ایجاد شکاف در حزب مشروطه آزاد شد و منجر به ورود طرفداران هر دو طرف به صحنه درگیری‌های ادامه‌دار شد. اگرچه او حمایت بخش بزرگی از حزب را به دست آورد، اما در مقابل رهبری حزب را از دست داد و و از حزب برکنار شد. از آغاز سال ۱۹۵۶، او تصمیم به زندگی در تبعید گرفت و درآنجا به جمال عبدالناصر نزدیک شد. با این حال، اعلام استقلال در ماه مارس ۱۹۵۶ و اعلام جمهوری در ماه ژوئیه ۱۹۵۷ و خروج او از کشور منجر به تضعیف موقعیت او و در پایان به ترور او در ژوئن ۱۹۶۱ در آلمان راه برد.

## زندگی‌نامه
او در ۱۱ اکتبر ۱۹۰۷ در جربه میدون در میان ثروت قابل توجهی متولد شد.اصول خواندن و نوشتن در کتاب روستا را یادگرفت. وقتی به سن ۸ سالگی رسید پدر بزرگش او را به پایتخت فرستاد تا در مدارس مدرن آموزش بگیرد سپس به مؤسسه کارنو در فرانسه پیوست و تحصیلات خود را در دانشگاه سوربن ادامه داد، و در سال ۱۹۳۳ موفق به اخذ دیپلم در رشته حقوق و علوم سیاسی نائل آمد و در تابستان سال ۱۹۳۴ به تونس بازگشت و اقدام به بازکردن یک دفتر وکالت کرد تاجایی که این دفتر مقری برای فعالیت ملی وی شد و توانست مستقیماً به صفوف حزب مشروطه آزاد جدید ملحق شود و مدارج اولیه حزب را طی کند و در جلسات دفتر سیاسی و هیئت سیاسی شرکت کند بدون اینکه عضو آن باشد.

## فعالیت‌ها

### رودررویی با بورقیبه
لازم است ذکر شود که موضع صالح بن یوسف در ابتدا از سوی مردم مورد استقبال واقع شد، به خصوص به این دلیل که توافقنامه مبنی بر این بود که تونس باید از پیمان «باردو» پیروی کند که به‌موجب آن استعمار وارد کشور می‌شود و کما اینکه این توافقنامه نظارت بر امنیت هوایی و دریایی تونس به فرانسه را می‌دهد، و نیز اجازه می‌دهد که فرانسه نفوذش را بر نهادهای امنیتی گسترش دهد. بعضی از گروه‌های قدیمی حزب تحت رهبری شیخ عبدالعزیز الثعالبی گفتند: این توافقنامه توطئه جدید استعماری است.
در درون حزب مشروطه آزاد نیز صداهایی بر محکومیت توافقنامه بلند شد و از موضع بن یوسف حمایت می‌کرد این امر منجر به ایجاد اختلاف بین دو رهبر بزرگ و دیگر گروه‌های ملی مانند اتحادیه سندیکاها و اتحادیه دانشجویان شد و آن‌ها را متزلزل کرد و موجب درگیری و تجزیه بین آن‌ها شد. واضح بود که این کشور در آستانه دگرگونی‌های خطرناکی است و از زمانی که فرانسه اعلام کرد که استقلال داخلی تونس را می‌پذیرد می‌توانست این شادی بزرگ مردم تبدیل ضربه شدیدی بشود.

### تشدید اختلافات
در ۷ اکتبر، رهبر صالح بن یوسف یک سخنرانی پرشور در مقابل مسجد الزیتونه انجام داد و مخالفت شدید خودش را با توافقات استقلال داخلی اعلام کرد و بر ادامه مبارزه مسلحانه در جهت به دست آوردن استقلال کامل و حمایت از مبارزه مردم الجزایر و مراکش برای استقلال تأکید کرد، در روزهای بعد صالح بن یوسف حمله خود علیه بورقیبه را ادامه داد و تلاش کرد که افکار عموی را علیه او بشوراند و با وجود تلاش برای آشتی دادن میان دو رهبر، هیچ نتیجه قابل ملاحظه ایجاد نشد و اختلافات ادامه یافت. در ۱۵ نوامبر سال ۱۹۵۵، حزب یک کنفرانس عمومی در شهرستان صفاقس پایتخت جنوبی این کشور برگزار کرد. بورقیبه حمایت روشن و صریحی از رهبران سندیکاها، حبیب عاشور و احمد بن صالح بدست آورد و در پایان این کنفرانس، حامیان بورقیبه تصمیم به اخراج بن یوسف از حزب گرفتند، اما بن یوسف به سرعت اقدام به تشکیل دبیرخانه نمود و این توافقنامه را به شدت رد کرد و کل کشور در آستانه جنگ داخلی مخرب قرار گرفت.

### در تبعید
در ماه ژانویه سال ۱۹۵۶، منجی سلیم که در آن زمان وزیر کشور بود، دستور دستگیری برخی از طرفداران صالح بن یوسف را داد و وی توانست از مرز عبور کند و از طرابلس به قاهره برود. ظاهراً مقامات تونسی می‌خواستند که او کشور را ترک کند. پلیس راهنمایی و رانندگی ماشین او را در نزدیکی صفاقس متوقف کرد، اما یک فرمان از پایتخت آمد تا بگذارند برود. طاهر الاسود، رهبر جنبش ملی‌گرا مسلح نیز به صالح بن یوسف در قاهره پیوست. با همدیگر، شروع به عملیات نظامی در تونس برای بی‌ثبات کردن رژیم انجام دادند. حامیان صالح در داخل چندین عملیات را برای ترور بورقیبه سازماندهی کردند، اما همه آن‌ها شکست خورد، رژیم جدید تونس به شدت به این عملیات واکنش نشان داد. در یک خانه قدیمی که توسط پاشا در قلب شهر قدیمی پایتخت ساخته شده بود، بسیاری از طرفداران صالح بن یوسف تحت شکنجه‌های وحشیانه قرار گرفتند و برخی از آن‌ها کشته شدند.

## ترور
در اوایل تابستان سال ۱۹۶۱، تونس شروع به آماده‌سازی برای نبرد تخلیه بنزرت کرد و بورقیبه حمایت گسترده در داخل و خارج کسب کرد، به‌طوری‌که حمایت رئیس‌جمهور مصر جمال عبدالناصر را نیز بدست آورد که تا قبل از آن از صالح بن یوسف پشتیبانی مادی و معنوی می‌کرد. افکار عمومی تونس و بین العربی و حتی جهان با این نبرد جدید بین تونس و فرانسه مشغول بودند، طراحان اصلی ترور صالح بن یوسف سریعاً برای اجرای آن طرح‌ریزی کردند. در ۲ ژوئن ۱۹۶۱، صالح بن یوسف با همسر خود قاهره را به سمت آلمان ترک کرد تا به یک پزشک خصوصی مراجعه کند و تقریباً دو ماه بعد، در تاریخ ۱۱ اوت، بن یوسف در حال آماده شدن برای سفر به کوناکری برای شرکت در کنفرانس حزب دموکرات گینه به دعوت احمد سکو توره رئیس‌جمهور وقت گینه بود. با خواهرزاده یکی از نزدیکانش یعنی «البشیر چشم آبی» که در آلمان زندگی می‌کرد تماس گرفت و با اصرار خواست که با دائیش «البشیر چشم آبی» تماس بگیرید تا یک قرار ملاقات جدید بین او و بورقیبه ترتیب دهد، بن یوسف با وی توافق کرد که قرار ملاقات با دائیش در ساعت ۶ بعدازظهر در هتل رویال در شهر فرانکفورت آلمان باشد.
صالح بن یوسف در زمان ورود به هتل، اولین چیزی که متوجه آن شد این بود که هتل سالن ندارند، برای همین از همسرش خواست که در قهوه‌خانه منتظرش بماند و تأکید داشت که کارش بیشتر از نیم ساعت طول نمی‌کشد. سپس به اتاق خواهرزاده «البشیر چشم آبی» رفت. هنگامی که وارد شد، متوجه شد که البشیر در آنجا نیست. هنگامی که از خواهرزاده وی دلیل را پرسید، وی گفت دائیش در راه است و هنگامی که صالح بن یوسف روی نیمکت منتظر او نشسته بود، دو مهاجم از حمام پشت سرِ او بیرون آمدند و او را با سلاح خفه‌کن‌دار به قتل رساندند.

## زندگی شخصی
صالح بن یوسف با صوفیه زهیر ازدواج کرد.